# Boletus regineus
Espèce
Boletus regineus, de son nom vernaculaire en français Cèpe des reines  est un champignon basidiomycètes comestible de Californie. Cèpe du genre Boletus de la famille des Boletaceae. Ce bolet défini en 2008 comme une nouvelle espèce avec Boletus rex-veris et boletus grandedulis, proche de Boletus edulis ressemble morphologiquement à Boletus aereus et distingue des autres cèpes par une pruine blanchâtre chez les spécimens jeunes. 

## Taxinomie

### Nom binomial
Boletus regineus  D. Arora & Simonini 2008

### Synonyme
- Boletus aereus Fries

### Classification Phylogénétique
Pendant de nombreuses années, Boletus regineus était considéré comme un sous-espèces ou sous forme de cèpes Boletus edulis. En 2008, une révision taxonomique de la population de cette espèce dans l'ouest nord-américain a été publiée, établissant formellement  Boletus regineus comme une espèce distincte. Les analyses phylogénétiques ont montré Boletus rregineus en tant que membre d'un clade ou groupe est étroitement lié avec Boletus rex-veris, le MRCA d'un des clades de Boletus edulis sensu lato,  Boletus fibrillosus, Boletus pinophilus, Boletus subcaerulescens, et Boletus regineus.

## Description
Chapeau de 7,0 à 14,0 (17) cm de large, convexe, en s'élargissant en plan-convexe, marge incurvée et plus âgée, recourbée, ne se chevauchent pas à la couche de tubes; surface humide, plus ou moins glabres jeune, devenant irrégulière ou ridées; 
Cuticule: couleurs au premier abord inégalement brun chamois pâle à brun-châtain, recouvert d'abord d'une pruine blanchâtre, devenant à l'âge moyen brun à brun foncé, viscidule; 
Hyménium: pores de 3 mm quand il est jeune, de couleur blanchâtre, devenant crème à jaune pâle terne, terne jaunâtre éventuellement olive, pas bleuissement, s'assombrissant un peu là où ils sont manipulés; tubes jusqu'à 2,0 cm d'épaisseur, parfois brunâtre, décoloré quand on les coupe, et sans bleuissement, déprimé près du stipe.
Stipe: pied de 7,0 à 13,0 cm de long, de 3,0 à 4,0 cm d'épaisseur, solide, claviforme ou ventru dans sa jeunesse, sa surface de éticulée à l'apex, blanchâtres, glabres à légèrement ridée; sans bleuissement, mais assombrissant légèrement quand on le coupe; le voile partiel est absent.
Chair: jusqu'à 2,0 cm d'épaisseur blanche, immuable, ferme dans la jeunesse, doux au maturité, teintée rose-vinacé sous de la cuticule, parfois jaunâtre au-dessus de la couche du tube;
Goût et odeur: doux, agréable.
Spores: les spores de 11,5 à 13,5 x 3.5 à 4.5 um, lisses, à paroi mince, étroitement ellipsoïde 

## Habitat
Amérique du Nord, Côte Ouest, Solitaire au dispersés dans mixtes bois / forêts de conifères; rare

## Saison
il pousse peu de temps après les pluies d'automne

## Comestibilité
Excellent comestible, proche de boletus edulis européen.